# San Gregorio (comuna de Magallanes)
San Gregorio es una comuna de la zona austral de Chile, ubicada en la provincia de Magallanes, Región de Magallanes y de la Antártica Chilena, cuya capital es Punta Delgada. 
La comuna se ubica al noreste de la región, en la parte más árida de la pampa magallánica, y cuyo extremo oriental es la Punta Dungeness, en la ribera norte de la boca Atlántica del Estrecho de Magallanes. Limita al norte con la República Argentina (provincia de Santa Cruz), al oeste con la comuna de Laguna Blanca, al sur con la comuna de Punta Arenas y al sureste con el Estrecho de Magallanes, que lo separa de la comuna de Primavera.

## Historia
La comuna de San Gregorio fue creada el 21 de septiembre de 1979. La Municipalidad fue establecida mediante el DFL N.º 1-2868 de fecha 5 de junio de 1980.
En la comuna se encuentra la Estancia San Gregorio, fundada en 1878 por Marius Andrieu, y declarada como zona típica por el Consejo de Monumentos Nacionales el día 11 de agosto del año 2000. La estancia marcó un precedente en la ocupación del territorio comunal, al favorecer el poblamiento mediante la actividad pecuaria, lo cual requirió de mano de obra estable para la producción de fibras, grasa, carne y cuero de ganado ovino, y que por la distancia a otros centros poblados regionales incentivó un asentamiento local, así como la provisión gradual de variados servicios básicos y comunitarios, que con el paso del tiempo, y sumado a su posición estratégica y aislada, ayudarían posteriormente a la consideración de comuna.
A mediados del siglo XX emergió con fuerza el rubro petrolero, y que representaría el otro gran impulso económico para este territorio. Las prospecciones en la década de 1950 cristalizaron la apertura de varias zonas de extracción de hidrocarburos en las zonas aledañas a la primera angostura del estrecho de Magallanes desde 1958 en adelante. Hacia 1978 se adicionó una planta de refinamiento de hidrocarburos con capacidad para 2.800 m3 al día, en la zona de segunda angostura, donde se encuentra la terminal portuaria de San Gregorio.
Su localización a la entrada del estrecho de Magallanes desde el océano Atlántico le confiere a la comuna aptitudes logísticas de relevancia para el tránsito marítimo comercial, militar y civil, lo cual faculta la presencia de la Armada de Chile a lo largo del canal del estrecho en su intersección con la comuna, y que se evidencia, particularmente, en la administración de tres faros: el Faro Punta Dungeness, el Faro Cabo Posesión, y el Faro Punta Delgada.

## Medio ambiente

### Geomorfología y componentes abióticos

Trazado simplificado de los ecosistemas y cuerpos de agua presentes en la comuna de San Gregorio.

La comuna de San Gregorio se encuentra emplazada en la unidad geomorfológica de Pampa magallánica; y presenta según la clasificación climática de Köppen clima de tundra (ET), clima mediterráneo frío de lluvia invernal (Csc) y clima semiárido (BSk). Esta además se ubica en las cuencas costeras entre laguna Blanca, seno Otway, canal Jerónimo y estrecho de Magallanes. Algunos de sus cuerpos de agua se destacan la laguna Cabeza de Mar y laguna Verdana, laguna Casimiro y laguna Los Azules; y río Chico/Ciaike, río de los Pozuelos, río Dinamarquero, río Gallegos y río Santa Susana.

### Componentes bióticos
Dentro del territorio de la comuna se pueden hallar los siguientes ecosistemas:
- Estepa mediterránea oriental donde predomina Festuca gracillima (Preocupación menor)
- Estepa templada oriental donde predominan Festuca gracillima y Mulinum spinosum (Preocupación menor)
- Estepa templada oriental donde predominan Festuca gracillima y Chiliotrichum diffusum (Preocupación menor)

### Medidas de protección ambiental y conflictos socioambientales
Hasta 2022, la comuna de San Gregorio cuenta con un área territorial destinada a la protección ambiental:
- Parque nacional Pali Aike (parque nacional)

## Demografía
Tiene una población, según el censo de 2017, de 799 habitantes, de los cuales 619 son hombres y 180 son mujeres. Toda la población está catalogada de rural.
La comuna de San Gregorio se divide en los siguientes distritos:
| Distrito     | Población (2002) | Población (2017) |
| ------------ | ---------------- | ---------------- |
| San Gregorio | 1.014 hab.       | 708 hab.         |
| Fenton       | 144 hab.         | 91 hab.          |

Los principales poblados son Punta Delgada o villa Bernardo O'Higgins, la capital comunal con 186 habitantes y Posesión con 273 habitantes. Otras localidades y caseríos son Bahía Gregorio, Monte Aymond, Posesión Dos, Primera Angostura, Cañadón Grande, Oazy Harbour y Ciaike. Existen además varias estancias como Dinamarqueros, Gallegos Chico, San Gregorio, Vania y Brazo Norte.

## Administración

### Municipalidad
La Municipalidad de San Gregorio para el periodo 2021-2024 es dirigida por la alcaldesa Jeannette Isabel Andrade Ruíz (Partido Demócrata Cristiano - Unidos Por la Dignidad) y el concejo municipal conformado por los concejales:
- Cristina Campos Ojeda (IND - Chile Vamos UDI - IND)
- Mary Anne Andrade Douglas (IND - Chile Vamos UDI - IND)
- Daniela Hernández Vargas (Partido Humanista)
- Manuel Mansilla García (Partido Humanista)
- Luis Orlando Vásquez Vidal (IND - Unidad Por el Apruebo PS PPD e IND)
- Marco Aurelio Arteaga Vargas (Partido Demócrata Cristiano)

### Representación parlamentaria
San Gregorio forma parte de la circunscripción senatorial XV y del distrito electoral 28. Es representada en la Cámara de Diputados del Congreso Nacional por los siguientes diputados:
- Christian Matheson Villán (IND - Evópoli)
- Javiera Ignacia Morales Alvarado (IND - Convergencia Social)
- Carlos Bianchi Chelech (Independiente)

En el Senado, la representan:
- Alejandro Juan Kusanovic Glusevic (IND - RN)
- Karim Antonio Bianchi Retamales (Independiente)

## Economía

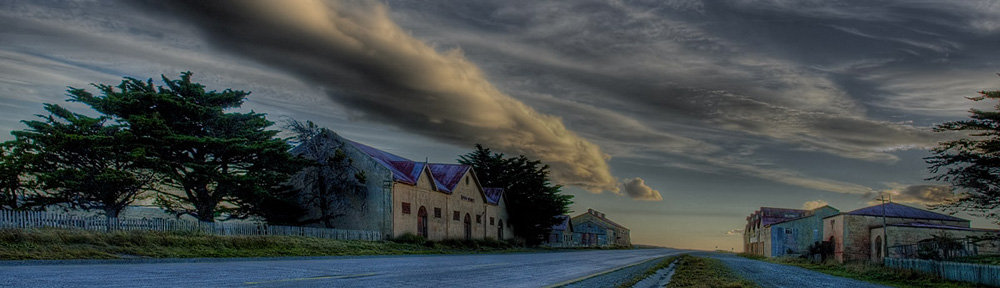
Panorámica de la antigua Ea. San Gregorio a la vera de la ruta a Punta Arenas.

En 2018, la cantidad de empresas registradas en San Gregorio fue de 12. El Índice de Complejidad Económica (ECI) en el mismo año fue de -1,18, mientras que las actividades económicas con mayor índice de Ventaja Comparativa Revelada (RCA) fueron extracción de petróleo crudo y gas natural (1281,37), cría de ganado ovino o explotación lanera (23,79) y otros tipos de hospedaje temporal como camping, albergues, posadas, refugios (17,35).

## Medios de comunicación

### Radioemisoras
- 104.5 - Angostura FM

### Televisión
- 7 - TVN
- 9 - Mega
- 11 - Chilevisión
- 13 - Canal 13